# Brizambourg
Brizambourg – miejscowość i gmina we Francji, w regionie Nowa Akwitania, w departamencie Charente-Maritime.
Według danych na rok 1990 gminę zamieszkiwało 790 osób, a gęstość zaludnienia wynosiła 37 osób/km² (wśród 1467 gmin regionu Poitou-Charentes Brizambourg plasuje się na 388. miejscu pod względem liczby ludności, natomiast pod względem powierzchni na miejscu 353.).